# Feliciano López
Feliciano López Diaz-Guerra (Toledo, 20 september 1981) is een tennisser uit Spanje. Hij bereikte de kwartfinales op Wimbledon in 2005, 2008 en 2011. Tot op heden(juni 2019) won hij zeven enkelspeltitels en vijf dubbelspeltitels. Hij stond in totaal achttien keer in de finale van een enkelspeltoernooi en won met Spanje de Davis Cup in 2004, 2008, 2009, 2011 en 2019. Hij heeft sinds het toernooi van Roland Garros in 2002 aan alle grandslamtoernooien meegedaan.
Door in de finale Rafael Nadal te verslaan werd hij in 2003 Spaans kampioen.
Hij haalde in 2015 zijn hoogste ranking van zijn carrière met de 12e plaats op de wereldranglijst.

## Palmares
| Legenda                       | Legenda               |
| ----------------------------- | --------------------- |
| Grand Slam                    |                       |
| Olympische Spelen             |                       |
| tot 2009                      | vanaf 2009            |
| Tennis Masters Cup            | ATP Finals            |
| ATP Masters Series            | ATP Tour Masters 1000 |
| ATP International Series Gold | ATP Tour 500          |
| ATP International Series      | ATP Tour 250          |

### Enkelspel
| Nr.                          | Datum            | Toernooi           | Ondergrond    | Tegenstander in finale | Score                   |         |
| ---------------------------- | ---------------- | ------------------ | ------------- | ---------------------- | ----------------------- | ------- |
| Gewonnen finales             |                  |                    |               |                        |                         |         |
| 1.                           | 11 oktober 2004  | ATP Wenen          | Hardcourt (i) | Guillermo Cañas        | 6-4, 1-6, 7-5, 3-6, 7-5 | Details |
| 2.                           | 7 februari 2010  | ATP Johannesburg   | Hardcourt     | Stéphane Robert        | 7-5, 6-1                | Details |
| 3.                           | 22 juni 2013     | ATP Eastbourne (1) | Gras          | Gilles Simon           | 7-6, 6-7, 6-0           | Details |
| 4.                           | 21 juni 2014     | ATP Eastbourne (2) | Gras          | Richard Gasquet        | 6-3, 6-7, 7-5           | Details |
| 5.                           | 24 juli 2016     | ATP Gstaad         | Gravel        | Robin Haase            | 6-4, 7-5                | Details |
| 6.                           | 25 juni 2017     | ATP Londen (1)     | Gras          | Marin Čilić            | 4-6, 7-6(2), 7-6(8)     | Details |
| 7.                           | 23 juni 2019     | ATP Londen (2)     | Gras          | Gilles Simon           | 6-2, 6-7(4), 7-6(2)     | Details |
| Verloren finales             |                  |                    |               |                        |                         |         |
| 1.                           | 1 maart 2004     | ATP Dubai          | Hardcourt     | Roger Federer          | 6-4, 1-6, 2-6           | Details |
| 2.                           | 22 augustus 2005 | ATP New Haven      | Hardcourt     | James Blake            | 6-3, 5-7, 1-6           | Details |
| 3.                           | 10 juli 2005     | ATP Gstaad         | Gravel        | Richard Gasquet        | 6-7, 7-6, 3-6           | Details |
| 4.                           | 3 maart 2008     | ATP Dubai          | Hardcourt     | Andy Roddick           | 7-6, 4-6, 2-6           | Details |
| 5.                           | 1 mei 2011       | ATP Belgrado       | Gravel        | Novak Đoković          | 6-7, 2-6                | Details |
| 6.                           | 24 februari 2013 | ATP Memphis        | Hardcourt (i) | Kei Nishikori          | 2-6, 3-6                | Details |
| 7.                           | 15 juni 2014     | ATP Londen         | Gras          | Grigor Dimitrov        | 7-6(8), 6-7(1), 6-7(6)  | Details |
| 8.                           | 8 februari 2015  | ATP Quito          | Gravel        | Víctor Estrella Burgos | 2-6, 7-6(5), 6-7(5)     | Details |
| 9.                           | 4 oktober 2015   | ATP Kuala Lumpur   | Hardcourt (i) | David Ferrer           | 5-7, 5-7                | Details |
| 10.                          | 14 augustus 2016 | ATP Cabo San Lucas | Hardcourt     | Ivo Karlović           | 6-7(5), 2-6             | Details |
| 11.                          | 18 juni 2017     | ATP Stuttgart      | Gras          | Lucas Pouille          | 6-4, 6-7(5), 4-6        | Details |
| Gewonnen finales challengers |                  |                    |               |                        |                         |         |
| 1.                           | 9 augustus 2009  | Segovia            | Hardcourt     | Adrian Mannarino       | 6-3, 6-4                |         |
| 2.                           | 17 juli 2011     | Bogota             | Gravel        | Carlos Salamanca       | 6-4, 6-3                |         |

### Dubbelspel
| Nr.              | Datum            | Toernooi        | Ondergrond    | Partner            | Tegenstanders in finale                | Score               |         |
| ---------------- | ---------------- | --------------- | ------------- | ------------------ | -------------------------------------- | ------------------- | ------- |
| Gewonnen finales |                  |                 |               |                    |                                        |                     |         |
| 1.               | 25 oktober 2004  | ATP Stockholm   | Hardcourt     | Fernando Verdasco  | Wayne Arthurs Paul Hanley              | 6-4, 6-4            | Details |
| 2.               | 9 januari 2016   | ATP Doha        | Hardcourt     | Marc López         | Philipp Petzschner Alexander Peya      | 6-4, 6-3            | Details |
| 3.               | 4 juni 2016      | Roland Garros   | Gravel        | Marc López         | Bob Bryan Mike Bryan                   | 6-4, 6-7(6), 6-3    | Details |
| 4.               | 29 april 2018    | ATP Barcelona   | Gravel        | Marc López         | Aisam-ul-Haq Qureshi Jean-Julien Rojer | 7-6(5), 6-4         | Details |
| 5.               | 23 juni 2019     | ATP Londen      | Gras          | Andy Murray        | Rajeev Ram Joe Salisbury               | 7-6(6), 5-7, [10-5] | Details |
| 6.               | 26 februari 2022 | ATP Acapulco    | Hardcourt     | Stéfanos Tsitsipás | Marcelo Arévalo Jean-Julien Rojer      | 7–5, 6–4            | Details |
| Verloren finales |                  |                 |               |                    |                                        |                     |         |
| 1.               | 30 april 2001    | ATP Mallorca    | Gravel        | Francisco Roig     | Donald Johnson Jared Palmer            | 5-7, 3-6            | Details |
| 2.               | 12 april 2004    | ATP Valencia    | Gravel        | Marc López         | Gastón Etlis Martin Rodriguez          | 5-7, 6-7            | Details |
| 3.               | 18 april 2005    | ATP Barcelona   | Gravel        | Rafael Nadal       | Leander Paes Nenad Zimonjić            | 3-6, 3-6            | Details |
| 4.               | 26 februari 2011 | ATP Dubai       | Hardcourt     | Jérémy Chardy      | Serhij Stachovsky Michail Joezjny      | 6-4, 3-6, [3-10]    | Details |
| 5.               | 1 maart 2014     | ATP Acapulco    | Hardcourt     | Maks Mirni         | Raven Klaasen Matthew Ebden            | 3-6, 3-6            | Details |
| 6.               | 18 mei 2014      | ATP Rome        | Gravel        | Robin Haase        | Daniel Nestor Nenad Zimonjić           | 4-6, 6-7(2)         | Details |
| 7.               | 1 november 2015  | ATP Valencia    | Hardcourt (i) | Maks Mirni         | Eric Butorac Scott Lipsky              | 6-7(4), 3-6         | Details |
| 8.               | 27 februari 2016 | ATP Dubai       | Hardcourt     | Marc López         | Simone Bolelli Andreas Seppi           | 2-6, 6-3, [12-14]   | Details |
| 9.               | 4 maart 2017     | ATP Acapulco    | Hardcourt     | John Isner         | Jamie Murray Bruno Soares              | 3-6, 3-6            | Details |
| 10.              | 23 april 2017    | ATP Monte Carlo | Gravel        | Marc López         | Rohan Bopanna Pablo Cuevas             | 3-6, 6-3, [4-10]    | Details |
| 11.              | 8 augustus 2017  | US Open         | Hardcourt     | Marc López         | Jean-Julien Rojer Horia Tecău          | 4-6, 3-6            | Details |

### Landencompetities
| Nr.              | Datum           | Toernooi | Ondergrond | Partner(s)                                             | Tegenstanders                                            | Score               | Ref.    |
| ---------------- | --------------- | -------- | ---------- | ------------------------------------------------------ | -------------------------------------------------------- | ------------------- | ------- |
| Verloren finales |                 |          |            |                                                        |                                                          |                     |         |
| 1.               | 12 januari 2020 | ATP Cup  | Hardcourt  | Rafael Nadal Roberto Bautista Agut Pablo Carreño Busta | Novak Djokovic Dusan Lajovic Nikola Čačić Viktor Troicki | 1-2 (3 wedstrijden) | Details |

## Resultaten grote toernooien
| Legenda | Legenda                          |
| ------- | -------------------------------- |
| g.t.    | geen toernooi gehouden           |
| l.c.    | lagere categorie                 |
| –       | niet deelgenomen                 |
| G       | uitgeschakeld in de groepsfase   |
| 1R      | uitgeschakeld in de eerste ronde |
| 2R      | uitgeschakeld in de tweede ronde |
| 3R      | uitgeschakeld in de derde ronde  |
| 4R      | uitgeschakeld in de vierde ronde |
| KF      | uitgeschakeld in de kwartfinale  |
| HF      | uitgeschakeld in de halve finale |
| F       | de finale verloren               |
| W       | het toernooi gewonnen            |
| w-v     | winst/verlies-balans             |

### Enkelspel
| toernooi             | 2001 | 2002 | 2003 | 2004 | 2005 | 2006 | 2007 | 2008 | 2009 | 2010 | 2011 | 2012 | 2013 | 2014 | 2015 | 2016 | 2017 | 2018 | 2019 | 2020 | 2021 | 2022 | 2023 |
| -------------------- | ---- | ---- | ---- | ---- | ---- | ---- | ---- | ---- | ---- | ---- | ---- | ---- | ---- | ---- | ---- | ---- | ---- | ---- | ---- | ---- | ---- | ---- | ---- |
| grandslamtoernooien  |      |      |      |      |      |      |      |      |      |      |      |      |      |      |      |      |      |      |      |      |      |      |      |
| Australian Open      | –    | –    | 3R   | 1R   | 3R   | 3R   | 2R   | 2R   | 1R   | 3R   | 2R   | 4R   | 2R   | 3R   | 4R   | 3R   | 1R   | 1R   | 1R   | 1R   | 3R   | 1R   | –    |
| Roland Garros        | 1R   | 2R   | 1R   | 4R   | 1R   | 1R   | 1R   | 1R   | 2R   | 1R   | 1R   | 1R   | 3R   | 2R   | 1R   | 3R   | 3R   | 1R   | 1R   | 1R   | 1R   | –    | –    |
| Wimbledon            | –    | 4R   | 4R   | 3R   | KF   | 1R   | 3R   | KF   | 1R   | 3R   | KF   | 1R   | 3R   | 4R   | 2R   | 3R   | 1R   | 2R   | 2R   | g.t. | 1R   | 1R   |      |
| US Open              | –    | 2R   | 1R   | 3R   | 2R   | 2R   | 4R   | 1R   | 1R   | 4R   | 3R   | 3R   | 3R   | 3R   | KF   | 2R   | 3R   | 1R   | 3R   | 1R   | 1R   | –    |      |
| ATP Masters 1000     |      |      |      |      |      |      |      |      |      |      |      |      |      |      |      |      |      |      |      |      |      |      |      |
| Indian Wells         | –    | –    | 2R   | 2R   | 3R   | 1R   | 2R   | 2R   | 1R   | 3R   | 1R   | 2R   | 1R   | 4R   | KF   | 4R   | 2R   | 4R   | 2R   | g.t. | –    | –    | –    |
| Miami                | –    | 2R   | 1R   | 2R   | 2R   | 2R   | 4R   | 3R   | 3R   | 3R   | 3R   | 2R   | –    | 3R   | 2R   | 2R   | 2R   | 2R   | 2R   | g.t. | 1R   | –    | –    |
| Monte Carlo          | –    | –    | 2R   | 2R   | 1R   | 2R   | –    | 1R   | 1R   | 1R   | 2R   | 1R   | –    | –    | –    | 1R   | 2R   | 2R   | –    | g.t. | –    | –    | –    |
| Madrid               | l.c. | l.c. | l.c. | l.c. | l.c. | l.c. | l.c. | l.c. | 1R   | 3R   | 2R   | 1R   | 1R   | KF   | 2R   | 2R   | 3R   | 2R   | –    | g.t. | –    | –    | –    |
| Rome                 | –    | –    | 1R   | 1R   | 1R   | 1R   | –    | 1R   | 2R   | KF   | 3R   | 1R   | 1R   | 1R   | 2R   | 1R   | 1R   | 1R   | –    | –    | –    | –    | –    |
| Montreal/Toronto     | –    | –    | KF   | 2R   | 1R   | 1R   | 1R   | 2R   | 1R   | 1R   | 2R   | –    | 1R   | HF   | 1R   | –    | 1R   | –    | 1R   | g.t. | 2R   | –    |      |
| Cincinnati           | –    | –    | 2R   | 2R   | 1R   | 1R   | 3R   | 1R   | 1R   | 1R   | 2R   | 1R   | 3R   | 1R   | KF   | 2R   | 2R   | –    | –    | –    | –    | –    |      |
| Shanghai             | l.c. | l.c. | l.c. | l.c. | l.c. | l.c. | l.c. | l.c. | HF   | 1R   | HF   | 3R   | 2R   | HF   | 3R   | 2R   | 2R   | –    | –    | g.t. | g.t. | g.t. |      |
| Parijs               | –    | –    | 2R   | KF   | 2R   | –    | 1R   | 2R   | 1R   | 1R   | 3R   | 1R   | 2R   | 3R   | 2R   | 2R   | 2R   | 2R   | –    | 2R   | –    | –    |      |
| olympisch            |      |      |      |      |      |      |      |      |      |      |      |      |      |      |      |      |      |      |      |      |      |      |      |
| Olympische Spelen    | g.t. | g.t. | g.t. | 3R   | g.t. | g.t. | g.t. | –    | g.t. | g.t. | g.t. | 3R   | g.t. | g.t. | g.t. | –    | g.t. | g.t. | g.t. | g.t. | –    | g.t. | g.t. |
| statistieken         |      |      |      |      |      |      |      |      |      |      |      |      |      |      |      |      |      |      |      |      |      |      |      |
| totaal aantal titels | 0    | 0    | 0    | 1    | 0    | 0    | 0    | 0    | 0    | 1    | 0    | 0    | 1    | 1    | 0    | 1    | 1    | 0    | 1    | 0    | 0    | 0    | 0    |
| eindejaarsranking    | 159  | 62   | 28   | 25   | 34   | 81   | 35   | 31   | 47   | 32   | 20   | 40   | 28   | 14   | 17   | 28   | 36   | 64   | 62   | 64   | 106  | 830  |      |

### Dubbelspel
| grandslamtoernooien  |      |      |      |      |      |      |      |      |      |     |      |      |      |    |      |      |      |      |      |      |      |
| Australian Open      | 1R   | 2R   | 1R   | 2R   | –    | 3R   | KF   | 2R   | 2R   | –   | 1R   | 1R   | KF   | 2R | 3R   | 2R   | 1R   | 1R   | –    | –    | –    |
| Roland Garros        | 3R   | 1R   | 1R   | 1R   | 2R   | –    | 1R   | –    | 2R   | –   | 3R   | 3R   | 2R   | W  | 1R   | HF   | 2R   | 3R   | –    | 3R   | –    |
| Wimbledon            | 1R   | 2R   | 2R   | –    | –    | 3R   | –    | –    | –    | –   | –    | 2R   | –    | –  | 1R   | –    | 2R   | g.t. | 1R   | 1R   |      |
| US Open              | 3R   | KF   | 3R   | 1R   | 2R   | KF   | –    | 1R   | –    | –   | 2R   | 1R   | 1R   | HF | F    | 2R   | 2R   | –    | –    | 2R   |      |
| ATP Masters 1000     |      |      |      |      |      |      |      |      |      |     |      |      |      |    |      |      |      |      |      |      |      |
| Indian Wells         | –    | 2R   | 1R   | –    | 1R   | –    | 1R   | 2R   | 1R   | 2R  | 2R   | 1R   | 1R   | HF | 1R   | KF   | 1R   | g.t. | –    | KF   | –    |
| Miami                | –    | 1R   | KF   | 1R   | –    | 1R   | –    | KF   | 1R   | 2R  | –    | KF   | 1R   | 2R | 1R   | 1R   | 1R   | g.t. | –    | 2R   | –    |
| Monte Carlo          | –    | –    | 1R   | –    | –    | –    | 2R   | 1R   | 1R   | –   | –    | –    | –    | 1R | F    | 1R   | 2R   | g.t. | –    | –    | –    |
| Madrid               | l.c. | l.c. | l.c. | l.c. | l.c. | l.c. | 1R   | 1R   | –    | –   | –    | 1R   | HF   | 1R | HF   | 1R   | –    | g.t. | –    | –    | –    |
| Rome                 | –    | –    | –    | –    | –    | KF   | 1R   | 1R   | 1R   | 1R  | –    | F    | 1R   | 1R | 2R   | KF   | –    | –    | –    | –    | –    |
| Montreal/Toronto     | 1R   | 1R   | 1R   | 2R   | –    | 2R   | 2R   | 1R   | 2R   | –   | 1R   | 1R   | 2R   | –  | 1R   | 2R   | 2R   | g.t. | –    | –    |      |
| Cincinnati           | –    | 2R   | 2R   | 2R   | –    | 1R   | 2R   | 2R   | 1R   | –   | 1R   | 1R   | HF   | 1R | 2R   | KF   | KF   | –    | –    | –    |      |
| Shanghai             | l.c. | l.c. | l.c. | l.c. | l.c. | l.c. | 2R   | –    | 1R   | 2R  | 2R   | 1R   | KF   | KF | 2R   | –    | –    | g.t. | g.t. | g.t. |      |
| Parijs               | 2R   | –    | –    | –    | 1R   | 1R   | –    | –    | 1R   | 2R  | –    | 1R   | 1R   | KF | KF   | 1R   | 1R   | –    | –    | –    |      |
| olympisch            |      |      |      |      |      |      |      |      |      |     |      |      |      |    |      |      |      |      |      |      |      |
| Olympische Spelen    | g.t. | 1R   | g.t. | g.t. | g.t. | –    | g.t. | g.t. | g.t. | HF  | g.t. | g.t. | g.t. | –  | g.t. | g.t. | g.t. | g.t. | –    | g.t. | g.t. |
| statistieken         |      |      |      |      |      |      |      |      |      |     |      |      |      |    |      |      |      |      |      |      |      |
| totaal aantal titels | 0    | 1    | 0    | 0    | 0    | 0    | 0    | 0    | 0    | 0   | 0    | 0    | 0    | 2  | 0    | 1    | 1    | 0    | 0    | 1    | 0    |
| eindejaarsranking    | 89   | 40   | 65   | 129  | 206  | 42   | 78   | 101  | 131  | 178 | 132  | 52   | 35   | 11 | 24   | 32   | 55   | 64   | 125  | 72   |      |